# Stanisław Gądecki
Stanisław Gądecki (Strzelno, 19 ottobre 1949) è un arcivescovo cattolico polacco, dal 19 marzo 2025 arcivescovo emerito di Poznań.

## Biografia
Stanisław Gądecki è nato il 19 ottobre 1949 a Strzelno, nel Voivodato della Cuiavia-Pomerania, in Polonia. I suoi genitori si chiamavano Leon e Sophia. Dopo aver frequentato le scuole primarie, il 31 maggio 1967 ha superato l'esame di maturità e si è diplomato.

### Studi e formazione
Dopo il diploma ha deciso di seguire la sua vocazione sacerdotale e, dal 1967 al 1973, ha studiato filosofia e teologia presso il seminario dell'arcidiocesi di Gniezno. Sotto la direzione del prof. Felicjan Kłonieckiego, ha scritto una tesi che porta il titolo di: "Herodeion alla luce della storia, geografia e archeologia".
È stato ordinato presbitero il 9 giugno 1973, nella cattedrale di Gniezno, dal cardinale Stefan Wyszyński, arcivescovo di Varsavia. Ha intrapreso studi specializzati nel campo degli studi biblici. Su decisione del cardinale primate, è stato inviato a Roma per specializzarsi negli studi biblici. Dal 1973 al 1976 ha studiato presso il Pontificio Istituto Biblico, dove il 9 febbraio 1977 ha ottenuto un baccalaureato sulla base del lavoro: "Lo stato primitivo e la versione lucana della parabola degli invitati che si scusano", scritta sotto la direzione del professore Jacques Dupont.
Successivamente, dal 1976 al 1977, ha studiato a Gerusalemme, presso lo Studium Biblicum Franciscanum, al fine di approfondire lo studio di reperti archeologici e della comunità giudaico-cristiana. Al suo ritorno a Roma ha completato un anno post laurea, il 22 maggio 1978, e sulla base del lavoro: "La liberazione e salvezza nel secondo libro dei Maccabei", scritta sotto la direzione del professore Zeraffy alla Pontificia università "San Tommaso d'Aquino", dove ha conseguito il dottorato in teologia biblica summa cum laude, il 16 maggio 1982.
Durante il periodo di studio, oltre le antiche lingue bibliche, ha studiato anche lingue moderne: l'italiano presso l'Università per stranieri di Perugia, nel 1973; il francese presso l'Institut catholique de Paris e l'École Pratique dell'Alliance française di Parigi, nel 1974; l'inglese al Brighton Overseas Students Centre e al The London School of English, nel 1975; il tedesco presso il Goethe-Institut di Passau, dal 1976 al 1977. Grazie alle sue conoscenze linguistiche, ha servito con il ministero in una varietà di centri pastorali in Italia, Francia, Germania, Gran Bretagna e Stati Uniti.

### Ministero sacerdotale
Nel 1982 è ritornato in Polonia ed è stato assunto come docente presso il seminario dell'arcidiocesi di Gniezno. Ha dato lezioni di archeologia biblica, di storia del Vecchio e del Nuovo Testamento, introduzione generale alle Scritture, di Vangeli sinottici, degli scritti di Giovanni Apostolo e di teologia biblica. Inoltre ha dato lezioni di inglese e tedesco. Tra il 1983 al 1992 ha anche insegnato esegesi dell'Antico Testamento nell'Istituto Teologico di Gniezno, nell'Istituto di Cultura Cristiana a Bydgoszcz e nel Seminario Maggiore dei Missionari della Sacra Famiglia di Kazimierz Biskupi. Dal 12 settembre 1986 al 12 giugno 1989 è stato vicerettore del seminario dell'arcidiocesi di Gniezno.
Ha svolto il ministero sacerdotale come rettore della chiesa di San Giovanni Battista a Gniezno. Come rettore, era il responsabile per l'organizzazione dei pellegrinaggi diocesani stranieri, membro del Consiglio economico PWSD, segretario amministrativo della rivista "Studi Gnesnensia", e membro della Commissione preparatoria del Sinodo Plenario Bibbia II.
Nell'estate del 1989 ha partecipato al programma di Studio degli ebrei dell'Europa orientale, organizzato dal cardinale Joseph Louis Bernardin nello Spertus Institute for Jewish Learning and Leadership di Chicago, dedicato alla teologia ebraica, alla liturgia, alla cultura e al pluralismo religioso americano. Tra il 1989 e il 1990 ha condotto inoltre degli studi presso la École biblique et archéologique française de Jérusalem, partecipando a conferenze, convegni, simposi. È autore di oltre 600 articoli nel campo degli studi biblici e del dialogo con l'ebraismo. Sul giudaismo si è espresso anche attraverso numerose omelie, riflessioni, e più di una dozzina di libri, tra cui libri di testo tradotti in russo.

### Ministero episcopale
Il 1º febbraio 1992 papa Giovanni Paolo II lo ha nominato vescovo titolare di Rubicon, e vescovo ausiliare di Gniezno. Ha ricevuto la consacrazione episcopale il 25 marzo 1992, nella cattedrale di Gniezno, per mano del cardinale Józef Glemp, primate di Polonia, coconsacranti Bogdan Józef Wojtus, vescovo titolare di Vassinassa ed ausiliare di Gniezno, e Gerard Bernacki, vescovo titolare di Sala Consilina ed ausiliare di Katowice. Come suo motto episcopale ha scelto Opere et veritate. Henryk Józef Muszyński, subentrato intanto al cardinale Józef Glemp, gli ha affidato alcuni incarichi pastorali, tra cui la catechesi, le scuole cattoliche, la pastorale giovanile, gli ordini pastorale e la formazione permanente dei sacerdoti. È stato anche segretario del comitato organizzatore internazionale delle celebrazioni per il millennio della morte di Sant'Adalberto di Praga, nonché il presidente del comitato di redazione del primate "Publishing Gaudentinum".
Il 28 marzo 2002 papa Giovanni Paolo II lo ha nominato arcivescovo di Poznań, a seguito della rinuncia dell'arcivescovo Juliusz Paetz. Il 2 aprile 2002 ha preso canonicamente possesso della cattedra dell'arcidiocesi di Poznań. Ha ricevuto il pallio dallo stesso papa il 29 giugno 2002 nella basilica di San Pietro in Vaticano.
Dal 14 marzo 1992 è diventato membro della commissione per l'agenzia di stampa cattolica della Conferenza Episcopale della Polonia, e membro del Programma IAC (incarico mantenuto fino all'11 giugno 2014). Dal 2 dicembre 1994 al 1º maggio 1996 è stato membro della Commissione per il clero della CEP. Il 20 giugno 1992 è stato nominato vicepresidente, e successivamente, il 10 marzo 1994, presidente per il dialogo con l'ebraismo. Dopo la riforma delle strutture dell'episcopato polacco (1º maggio 1996) è stato presidente dell'episcopato polacco per il dialogo religioso, composto da tre organi: il Comitato per il dialogo con l'ebraismo, il Comitato per il dialogo con le religioni non-cristiane e il Comitato per il dialogo con i non credenti. Il 28 novembre 2002 è stato eletto membro del Consiglio permanente della CEP, e il 18 marzo 2004, è stato eletto come vicepresidente. Dal 24 giugno 2006 è presidente della Pastorale CEP, e dal 19 giugno 2009, membro della Commissione congiunta del Governo della Repubblica di Polonia e della Conferenza Episcopale Polacca.
Dal 1995 al 2008 è stato consultore della Pontificia commissione per i rapporti religiosi con l'ebraismo, prendendo parte a conferenze, incontri, sessioni, simposi dedicati a questo tema nel paese e all'estero.
Dal 12 marzo 2014 al 14 marzo 2024 è stato presidente della Conferenza episcopale della Polonia.
L'8 maggio 2014 papa Francesco lo ha nominato membro della Congregazione per la dottrina della fede.
Nell'ottobre 2016 è eletto vicepresidente del Consiglio delle conferenze dei vescovi d'Europa.
Il 19 marzo 2025 papa Francesco ha accolto la sua rinuncia, presentata per raggiunti limiti di età, al governo pastorale dell'arcidiocesi di Poznań; gli è succeduto Zbigniew Jan Zieliński, fino ad allora vescovo di Koszalin-Kołobrzeg.

## Genealogia episcopale e successione apostolica
La genealogia episcopale è:
- Cardinale Scipione Rebiba
- Cardinale Giulio Antonio Santori
- Cardinale Girolamo Bernerio, O.P.
- Vescovo Claudio Rangoni
- Arcivescovo Wawrzyniec Gembicki
- Arcivescovo Jan Wężyk
- Vescovo Piotr Gembicki
- Vescovo Jan Gembicki
- Vescovo Bonawentura Madaliński
- Vescovo Jan Małachowski
- Arcivescovo Stanisław Szembek
- Vescovo Felicjan Konstanty Szaniawski
- Vescovo Andrzej Stanisław Załuski
- Arcivescovo Adam Ignacy Komorowski
- Arcivescovo Władysław Aleksander Łubieński
- Vescovo Andrzej Stanisław Młodziejowski
- Arcivescovo Kasper Kazimierz Cieciszowski
- Vescovo Franciszek Borgiasz Mackiewicz
- Vescovo Michał Piwnicki
- Arcivescovo Ignacy Ludwik Pawłowski
- Arcivescovo Kazimierz Roch Dmochowski
- Arcivescovo Wacław Żyliński
- Vescovo Aleksander Kazimierz Bereśniewicz
- Arcivescovo Szymon Marcin Kozłowski
- Vescovo Mečislovas Leonardas Paliulionis
- Arcivescovo Bolesław Hieronim Kłopotowski
- Arcivescovo Jerzy Józef Elizeusz Szembek
- Vescovo Stanisław Kazimierz Zdzitowiecki
- Cardinale Aleksander Kakowski
- Cardinale August Hlond, S.D.B.
- Cardinale Stefan Wyszyński
- Cardinale Józef Glemp
- Arcivescovo Stanisław Gądecki

La successione apostolica è:
- Vescovo Damian Bryl (2013)
- Vescovo Szymon Stułkowski (2019)